# Epacris hamiltonii
Epacris hamiltonii là một loài thực vật có hoa trong họ Thạch nam. Loài này được Maiden & Betche mô tả khoa học đầu tiên năm 1900.